# Wola Wyżna
Wola Wyżna – osada w Polsce, położona w województwie podkarpackim, w powiecie krośnieńskim, w gminie Jaśliska. 
Miejscowość leży w dolinie Jasiołki, powyżej Woli Niżnej, a poniżej Rudawki Jaśliskiej.

## Historia
Wieś powstała w 1537 r. poprzez wyodrębnienie górnej części istniejącej wcześniej wsi Wola Jaśliska. Nową wieś lokowano na prawie wołoskim i nazwano Wolą Wyżną lub Węgierką (Węgierka to do dziś nazwa potoku, mającego źródło w masywie pobliskiego Kamienia, lewobrzeżnego dopływu Jasiołki). To co pozostało po dawnej Woli Jaśliskiej nazwano Wolą Niżną. Położona w ziemi sanockiej województwa ruskiego. Wola Wyżna (podobnie jak Niżna) należała do klucza jaśliskiego biskupów przemyskich, a jej pierwszym sołtysem - za zezwoleniem ówczesnego biskupa Piotra Gamrata - został niejaki Iwaśko Wołoch. Przywilej lokacyjny dla wsi został potwierdzony w 1642 r. na osobistą prośbę Stefana Wolańskiego.

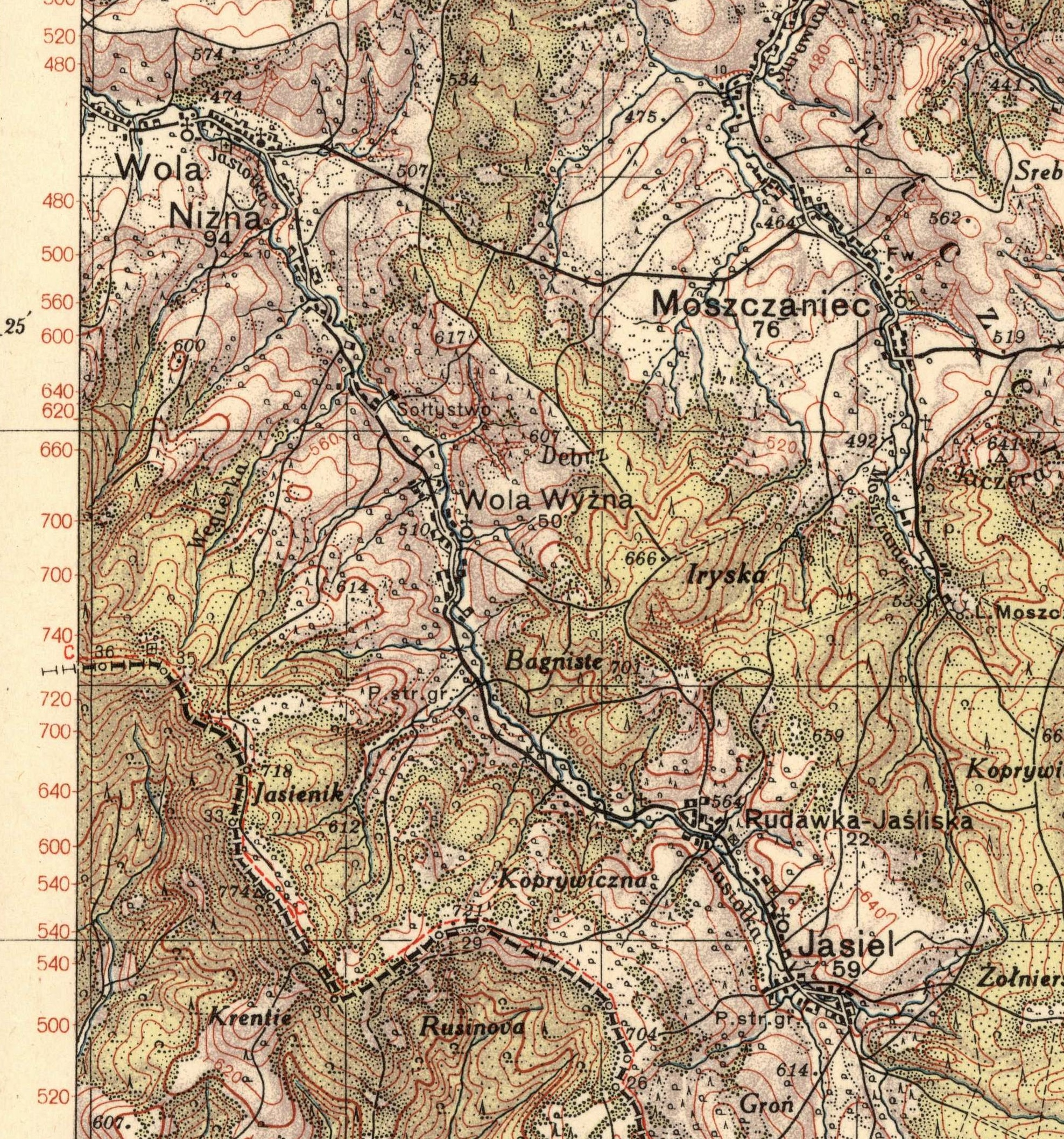
Wola Wyżna na mapie Wojskowego Instytutu Geograficznego w skali 1:100 000 z 1938 roku

W 1881 roku zbudowano we wsi drewnianą, orientowaną cerkiew w typie łemkowskim, pod wezwaniem św. Dymitra Męczennika. W roku 1898 wieś liczyła 52 domy oraz 307 mieszkańców (prawie wyłącznie grekokatolików), a jej powierzchnia wynosiła 9,13 km². Do 1914 r. należała do starostwa sanockiego, powiat sądowy Rymanów.
Po II wojnie światowej wszystkich mieszkańców wysiedlono w ramach Akcji „Wisła”. Cześć opuszczonych gospodarstw zajęli Polacy z okolicznych wsi. W latach 60. XX w. we wsi utworzono PGR, obecnie już niefunkcjonujące. Zostało po nim niewielkie osiedle, zamieszkiwane obecnie przez ok. 25 osób. W latach 1975–1998 miejscowość administracyjnie należała do województwa krośnieńskiego.
W dolnej części dawnej wsi znajduje się leśniczówka Rudawka. Ok. 1,1 km. na północ od dawnego PGR-u, po wschodniej stronie drogi, za Jasiołką, u podnóża góry Debrz (609 m n.p.m.) zachowały się fundamenty wspomnianej wyżej cerkwi (rozebranej w 1964 r.), resztki cmentarza w postaci nielicznych cmentarnych nagrobków z najstarszym, pochodzącym z 1882 roku oraz otaczającego je kiedyś muru. Przy drodze kamienny krzyż z rzeźbą Chrystusa, wykonany przez nieznanego kamieniarza.